# Vana Tallinn
Лікер Vana Tallinn  є одним з знакових продуктів  Естонії , виробляється компанією Liviko безперервно з 1960 року. Пряний аромат лікеру Vana Tallinn походить від ямайського рому, пряних трав, різних спецій з усього світу, апельсинів та лимонів. Для виготовлення Vana Tallinn використовуються лише натуральні інгредієнти, включаючи справжні стручки ванілі. Рецепт містить більше десяти інгредієнтів.  Класичний рецепт Vana Tallinn (45% об.) був винайдений у 1960 році головним дистилятором Ільзе Маар, менеджером з розливу напоїв Бернхардом Юрно та спеціалістом з дистиляції Яаном Сіймо.
Назва Vana Tallinn буквально означає Старий Таллінн, тобто стосується Таллінна, столиці Естонії. На класичній пляшці Vana Tallinn у формі башти зображено Старе місто Таллінна, зображені вежі середньовічної міської стіни, внесеної до списку Світової спадщини ЮНЕСКО.
Класичний лікер Vana Tallinn (45% об.) був єдиним напоєм у сімействі продуктів Vana Tallinn до 1999 р., а лікері з вмістом алкоголю 40% і 50% об. були додані пізніше. З початку виробництва в 1960 році було продано понад 115 мільйонів пляшок лікеру Vana Tallinn.
Лікер Vana Tallinn, зазвичай, подають "на льоду", він використовується в коктейлях та харчових рецептах. Його можна додавати в каву або глінтвейн.

## Асортимент
Лікери Вана Таллінн:
- Vana Tallinn 40% (80 пруф )
- Vana Tallinn 45% (90 пруф )
- Vana Tallinn 50% (100 пруф )

Крем-лікери Vana Tallinn :
- Vana Tallinn Chocolate Cream
- Vana Tallinn Ice Cream
- Vana Tallinn Marzipan Cream
- Vana Tallinn Marzipan Cream

Інші варіанти:
- Vana Tallinn Glögi (глег)
- Vana Tallinn Winter Spice (35% або 70 пруф) - цей лікер виробляється з листопада 2012 року. В його основі лікер Vana Tallinn з додаванням кориці, кардамону, анісу та мускатного горіха . [4]
- Vana Tallinn Heritage Edition (40% або 80 пруф)
- Vana Tallinn Wild Spices  - містять більше спецій, ніж класичний Vana Tallinn: додана суміш перцю, зірчастий аніс та імбиру. Випускається з 2018 року[5].
- Vana Tallinn Signature
- Vana Tallinn Elegance - лікер ультра преміум класу, в якому оригінальний рецепт Vana Tallinn поєднується з відбірним ромом, витриманим у дубових бочках з Мартініки.[6]

- Vana Tallinn Coffee Fusion
- Vana Tallinn Dark Liquorice
- Vana Tallinn Spritz - газований коктейльний напій, слабоалкогольний напій, що поєднує смакові нюанси класичного Vana Tallinn, лимона та газованої води.[7]

## Гран-прі Vana Tallinn
Гран-прі Vana Tallinn Baltic Sommelier  - це щорічний конкурс сомельє для пошуку найкращих сомельє в країнах Балтії (Естонія, Латвія та Литва ). Конкурс був названий на честь Vana Tallinn. Змагання сомельє організовує Liviko з 2006 року у співпраці з асоціаціями сомельє Естонії, Латвії та Литви. Фіналісти змагань проводять низку тестів на вміння, включаючи сліпу дегустацію, декантування, подачу вина, підбір їжі та виправлення помилок у винній карті.

## Нагороди
- The Spirits International Prestige 2010 - 1 місце
- The International Wine and Spirit Competition 2010 - 1 місце
- The best alcoholic beverage of Estonia 2011 - Vana Tallinn Heritage
- The best alcoholic beverage of Estonia 2013 - Vana Tallinn Winter Spice
- The best alcoholic beverage of Estonia 2014 - Vana Tallinn Signature
- The International Wine and Spirit Competition 2014  - 2 місце, Vana Tallinn Signature
- The Spirits International Prestige 2015 - 1 місце
- IWSC 2015 Silver - Vana Tallinn 40
- The Spirits International Prestige 2017 - 1 місце Vana Tallinn 40
- The International Wine and Spirit Competition 2017 - 2 місце, Vana Tallinn 40
- Consumers’ Choice Award SIP - 2017 Vana Tallinn 40
- The International Wine and Spirit Competition 2017 - 1 місце, Vana Tallinn Elegance[2]
- Estonia’s best alcoholic drink 2019 - Vana Tallinn Wild Spices[5]

## Експорт
Лікер Vana Tallinn продається у понад 30 країнах світу. У 2018 році Liviko оголосив, що почав експортувати Vana Tallinn до Іспанії, а в 2019 році - до Індії.

## Зовнішні посилання
- Liviko [Архівовано 30 грудня 2020 у Wayback Machine.]
- Liviko Brands [Архівовано 2 лютого 2021 у Wayback Machine.]